# Jacques Mallet du Pan
Pour les articles homonymes, voir Jacques Mallet (homonymie) et Mallet.
Pour les autres membres de la famille, voir Famille Mallet.
Jacques Mallet du Pan, né le 5 novembre 1749 à Céligny et mort le 10 mai 1800 à Richmond, paroisse de Kingston upon Thames dans le Surrey, près de Londres, est un journaliste et propagandiste politique genevois. Penseur calviniste incarnant une Contre-révolution réformatrice, il s'opposa aux partisans des clivages extrêmes.

## Biographie

### Ancien Régime
Fils d’un pasteur protestant originaire de la région rouennaise émigré à Genève, Mallet du Pan manifesta, dès son enfance, beaucoup d’aptitude pour l’étude, mais, en même temps, un esprit indocile à la discipline de l’école.
Voltaire le fit nommer professeur de littérature française à Cassel. Cependant, Mallet ne conserva que peu de temps cette place : il ne pouvait se plier à rien de ce qui ressemblait à de la contrainte.
Espérant rencontrer plus d’indépendance dans la profession d’homme de lettres, il alla trouver Linguet à Londres et lui proposa sa collaboration pour la rédaction des Annales politiques. Son offre fut acceptée, mais l’incarcération de Linguet à la Bastille, en septembre 1779, rompit leur association, laissant Mallet seul chargé de la publication. Bientôt après, il eut l’idée de transporter les Annales politiques à Genève et de les y continuer sous le nouveau titre de Mémoires historiques, politiques et littéraires. Malgré le talent du rédacteur, son entreprise n’eut qu’un médiocre succès, et Linguet ayant été mis en liberté en 1782, il crut devoir y renoncer, de peur qu’on ne l’accusât d’avoir profité du malheur de son ancien associé pour s’emparer de sa propriété.
Lors de la révolution genevoise de 1782, après quelques années d'exil et de voyage, il adopta une position de « juste milieu » qui l'amena à un deuxième exil, étant en butte à tous les partis : il vint s’établir à Paris, où il était déjà connu comme un habile publiciste. Le libraire Panckouke traita avec lui de l’entreprise d’un nouveau journal, dont le premier numéro parut, en janvier 1781, sous le titre de Journal historique et politique de Genève.
Quatre ans après, Panckouke, ayant acquis le privilège du Mercure de France, eut l’idée d’y joindre une partie politique et chargea Mallet de la rédaction. Dans tous les écrits politiques que Mallet mit au jour jusqu’à la Révolution, il se déclara partisan de la monarchie constitutionnelle. Il aurait voulu voir introduire en France la constitution britannique, dont il croyait l’application possible, avec de légères modifications. Fidèle à ces doctrines, il les défendit dans le Mercure avec une inflexible opiniâtreté et un vrai talent, sans ménager ceux qui ne partageaient pas ses opinions les expressions dures et injurieuses. Il se montra dans ses écrits de plus en plus critique à l'égard des révolutions britannique et américaine.

### Révolution française
Soutenant les députés qui désiraient la constitution de modèle britannique, il rejoint en 1789, le camp des monarchiens.
Il voit dès les journées d'octobre 1789 la déclaration des droits de l'homme comme une matrice de la démagogie. Son style incorrect, inégal, mais plein de vie et de chaleur, de verve et de franchise, était très propre à impressionner ses lecteurs. Dans ses articles, il fait preuve d’une grande clairvoyance en ce qui concerne l’évolution du mouvement révolutionnaire. Aussi ne tarda-t-il pas à inspirer des craintes sérieuses au parti révolutionnaire, qui le dénonça comme un ennemi de la liberté. Mallet, indigné des excès des démagogues, se jeta avec emportement dans le parti royaliste et se mit à attaquer avec violence la Révolution et les hommes qui en avaient adopté les principes.
Le roi conçut pour lui une si grande estime qu’en 1792, il le chargea d’une mission de confiance en Allemagne et d'y inciter les souverains étrangers à la modération. Le 21 mai 1792, il quitte la France, chargé par Louis XVI de participer à l'élaboration d'un futur manifeste en cours de rédaction au nom des émigrés et des puissances coalisées. Ce manifeste, dont Louis XVI souhaite limiter la portée et le ton, est transformé par Geoffroy de Limon, publié par le libraire Panckoucke, l'ancien collaborateur de Mallet, devient le manifeste de Brunswick ; Mallet semble ne pas avoir pu réussir sa mission puisque le ton du texte est largement offensant envers la population.

### Émigration
La journée du 10 août lui ayant fermé les portes de la France, Mallet se rendit à Genève, d’où l’approche de l’armée française le chassa. Après un court séjour à Bruxelles, l’invasion des Français le forçant derechef à s’éloigner, il alla fixer sa résidence à Berne où il rédigea les Considérations sur la nature de la Révolution de France.
Homme d'ordre, attaché à la propriété, hostile à la bourgeoisie d'argent comme aux discours guerriers des Girondins, il analyse la révolution comme un glissement des pouvoirs, dénonçant la faiblesse de la noblesse et du clergé, puis du tiers état des propriétaires devant l'arrivée des « non-propriétaires » et des « barbares » : les Français ont cédé à la force des choses, mais, ce faisant, ils mettent à mal la civilisation européenne tout entière.
Aussi les principales cours d’Europe lui demandent-elles désormais ses avis et ses conseils, dont une partie a été publiée (Correspondance avec la cour de Vienne, 1884) mais pas les émigrés français qui ne voulaient pas d'une monarchie constitutionnelle, même forte comme il la préconisait.
Il se fit dès lors l’agent actif de la diplomatie britannique qui le rémunérait toujours[réf. nécessaire] contre la République française. Tandis que le War Office envoyait en France des émissaires et de l'argent pour activer ou réactiver les chouanneries régionales, lord Grenville envoya son ancien condisciple William Wickham en tant que chargé de mission en Suisse, entre autres parce que celui-ci avait une grande connaissance des affaires françaises depuis son passage à l’Alien Office et aussi parce que toute sa belle-famille vivait à Genève. Mme Wickham était en effet parente des familles Mallet et Pictet qui, depuis 1791, servaient les intérêts locaux de la Grande-Bretagne. Le professeur Pictet servait gracieusement le ministère britannique et Mallet du Pan avait entrainé dans ses intrigues sa propre cousine, Arabelle Mallet, genevoise et veuve d'un officier de marine nommé Williams. Ses intrigues la firent arrêter sous la Terreur, mais protégée, elle réchappa : à la fin du Directoire, elle était l'un des principaux acteurs du réseau Hyde de Neuville. Secondé par Malouet, Brémond, et Terrier de Monciel qui avaient appartenu comme lui au comité autrichien, Mallet du Pan avait, à l'instigation de Mounier, proposé au gouvernement britannique de recruter ceux des anciens constitutionnels qui étaient réfugiés en Suisse.
Un article qu’il publia dans la Quotidienne sur la conduite de Bonaparte en Italie irrita le jeune général, qui exigea son bannissement de Berne. Chassé par l'entrée des troupes républicaines en Suisse en 1797, Mallet du Pan se retira à Zurich, puis à Fribourg, d’où il passa, en 1799, en Grande-Bretagne où il publie le Mercure britannique.
Cependant, le climat de la Grande-Bretagne ne tarda pas à ruiner sa santé déjà fortement altérée et il mourut de consomption, laissant une femme, Françoise Valier, et trois enfants, deux fils et une fille, qui furent secourus dans leur pauvreté par le gouvernement et le peuple britanniques.

## Posterité
C’est sous la plume de Mallet du Pan que l’expression de « suffrage universel » fit son apparition. Mais il est aussi célèbre pour sa proverbiale formule sur la révolution française: "A l'exemple de Saturne, la révolution dévore ses enfants", tirée de son fameux essai de 1793, Considérations sur la nature de la Révolution de France, et sur les causes qui en prolongent la durée.

## Œuvres
- Du péril de la balance politique de l'Éurope, 1789
- Réflexions de M. Mallet-du-Pan, calviniste génevois, sur la conduite actuelle du clergé de France, & sur le nouveau serment dont on lui impose l'obligation, 1791
- Du principe des factions en général et de celles qui divisent la France, 1791
- Examen critique du rapport et du projet de loi sur la résidence des fonctionnaires publics, proposés le 23 février, à l'Assemblée nationale, 1791
- Considérations sur la nature de la révolution de France et sur les causes qui en prologent la durée, 1793. Paris, réédition par les Éditions du Trident, 2008
- Correspondance politique, pour servir à l'histoire du républicanisme français, 1796
- Essay historique sur la destruction de la ligue et de la liberté Helvétique, 1798
- Mercure Britannique; ou notices historiques et critiques sur les affaires du tems. Volume I; Volume II; Volume III; Volume IV; Volume V, 1798-1800
- Correspondence inédite avec la cour de Vienne (1794-8) Tome premier; Tome second, 1884
- Mémoires et correspondance de Mallet du Pan : pour servir à l'histoire de la révolution française recueillis et mis en ordre par A. Sayous, Paris 1851, 2 volumes.